# Bernard Bosquier
Bernard Bosquier (* 19. června 1942, Thonon-les-Bains) je bývalý francouzský fotbalista, který hrál jako obránce.
Hrál především za FC Sochaux, AS Saint-Étienne a Olympique de Marseille. Hrál na MS 1966.

## Hráčská kariéra
Bernard Bosquier hrál na postu obránce za Olympique Alès, DC Sochaux, AS Saint-Étienne, Olympique de Marseille a FC Martigues.
Za Francii hrál 42 zápasů a dal 3 góly. Hrál na MS 1966.

## Úspěchy

### Klub
Saint-Étienne
- Ligue 1 (4): 1966–67, 1967–68, 1968–69, 1969–70
- Coupe de France (2): 1967–68, 1969–70

Marseille
- Ligue 1 (1): 1971–72
- Coupe de France (1): 1971–72

### Individuální
- Nejlepší francouzský fotbalista z francouzské ligy (2): 1967, 1968